# Baudouin de Lichtervelde
Le comte Baudouin de Lichtervelde (Vienne, 3 janvier 1877 - Lisbonne, 10 avril 1960) est un diplomate belge.

## Biographie
Fils de Marguerite de Spangen  et Gontran de Lichtervelde (1849-1905). Il a épousé Lucia Ippoliti. 
Après des études de philosophie et de littérature et un diplôme en droit de l'université catholique de Louvain, il rejoint le service diplomatique le 11 décembre 1897, comme attaché à l'ambassade de Washington, où son père était alors ambassadeur. Il fut ensuite secrétaire de légation aux ambassades de Madrid, Pékin, Berlin, Berne et Lisbonne. Il eut des fonctions diplomatiques à Tanger, La Haye, Belgrade, Rome, Bucarest et, du 8 août 1911 à mars 1919 au Saint-Siège. 
De 1920 à 1942, il est ambassadeur à Lisbonne (envoyé extraordinaire et ministre plénipotentiaire).

## Distinctions
- Ambassadeur honoraire
- Croix civique de 1re classe
- Médaille commémorative du Centenaire
- Membre de l'Académie royale des sciences d'outre-mer
- Grand-croix de l'ordre de Léopold II
- Grand-croix de l'ordre du Christ (Portugal)
- Grand officier de l'ordre de Léopold
- Grand officier de l'ordre de la Couronne
- Commandeur de l'ordre de Saint-Stanislas (Russie)
- Commandeur de l'ordre du Double Dragon (Chine)
- Officier de l'ordre de la Couronne de Chêne (Luxembourg)
- Officier de l'ordre d'Orange-Nassau (Pays-Bas)